# Lac Kamicta Minictikowok
Lac Kamicta Minictikowok är en sjö i Kanada.   Den ligger i regionen Laurentides och provinsen Québec, i den sydöstra delen av landet, 230 km norr om huvudstaden Ottawa. Lac Kamicta Minictikowok ligger 412 meter över havet. Arean är 0,25 kvadratkilometer. Den sträcker sig 1,1 kilometer i nord-sydlig riktning, och 0,6 kilometer i öst-västlig riktning.
I omgivningarna runt Lac Kamicta Minictikowok växer i huvudsak blandskog. Trakten runt Lac Kamicta Minictikowok är nära nog obefolkad, med mindre än två invånare per kvadratkilometer.